# Bahnhof Messerich
Bahnhof Messerich ist ein Weiler der Ortsgemeinde Messerich im Eifelkreis Bitburg-Prüm in Rheinland-Pfalz.

## Geographische Lage
Bahnhof Messerich liegt am östlichen Ende des Hauptortes Messerich in leichter Tallage. Der Weiler ist ausschließlich von landwirtschaftlichen Nutzflächen umgeben. Nördlich von Bahnhof Messerich fließt ein Ausläufer der Nims. Die Ansiedlung ist mit dem Hauptort zusammengewachsen.

## Geschichte
Der heutige Weiler ist aus dem ehemaligen Bahnhof des Ortes hervorgegangen. Messerich lag an der Strecke der Nims-Sauertalbahn, die seit 1997 weitestgehend stillgelegt ist. Seit 2002 wurde die Strecke zu einem Radweg ausgebaut. Das ehemalige Bahnhofsgebäude befindet sich mittlerweile in Privatbesitz.

## Kultur und Sehenswürdigkeiten

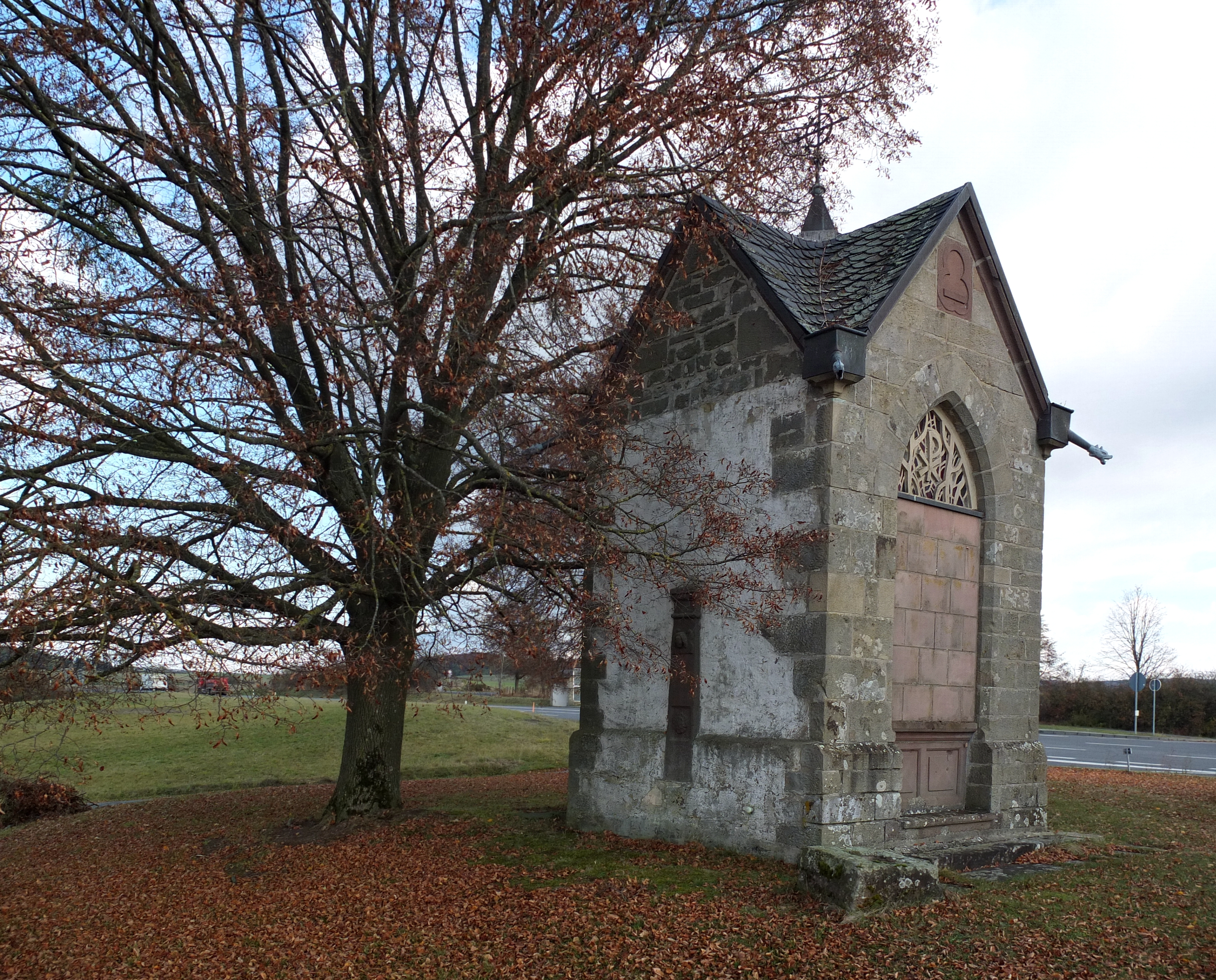
Stedemer-Kapellchen mit eingearbeitetem Wegekreuz

### Kapelle mit Wegekreuz
Wenig südöstlich von Bahnhof Messerich befindet sich das sogenannte Stedemer-Kapellchen. Es wurde in den Jahren 1870 und 1871 aus Dank für Rückkehrer aus dem Krieg erbaut. Der Bautyp ist etwas ungewöhnlich, da der Grundriss relativ klein und quadratisch gewählt wurde, während das Gebäude eine beachtliche Höhe aufweist. Die Kapelle wurde in den Jahren um 1950 aufgrund von Straßenbaumaßnahmen leicht vom ursprünglichen Standort versetzt. In die Rückwand der Kapelle wurde zudem der Schaft eines barocken Wegekreuzes aus dem Jahre 1688 eingearbeitet.
Siehe auch: Liste der Kulturdenkmäler in Messerich

### Naherholung
Durch Bahnhof Messerich verlaufen mehrere Wanderwege, vor allem im Bereich der ehemaligen Bahntrasse. Die Wanderungen haben Längen zwischen 8 und 16 km und führen unter anderem auch in die Nachbarorte Masholder, Oberstedem, Niederstedem und bis zur Stadt Bitburg.
Ebenfalls durch Bahnhof Messerich verläuft der bereits erwähnte Radweg entlang der Nims auf der ehemaligen Bahnstrecke.
Im Weiler werden zudem geführte Wanderungen mit Alpakas angeboten.

## Wirtschaft und Infrastruktur

### Unternehmen
Dem Weiler ist heute ein kleines Gewerbegebiet angeschlossen, in dem der örtliche Bauhof sowie eine Holzhandlung ansässig sind.

### Verkehr
Es existiert eine regelmäßige Busverbindung ab Messerich.
Bahnhof Messerich ist durch eine Gemeindestraße erschlossen und liegt direkt nordwestlich der Bundesstraße 257 von Bitburg in Richtung Irrel.